# Rijeka (gmina Foča)
Rijeka (cyr. Ријека) – wieś w Bośni i Hercegowinie, w Republice Serbskiej, w gminie Foča. W 2013 roku liczyła 59 mieszkańców.